# Gran Premi d'Hongria del 2011
El Gran Premi d'Hongria de Fórmula 1 de la temporada 2011 s'ha disputat al Circuit de Hungaroring, del 29 al 31 de juliol del 2011.

## Classificació
| Pos                                   | No | Pilot              | Constructor          | Part 1   | Part 2      | Part 3      | Sortida |
| ------------------------------------- | -- | ------------------ | -------------------- | -------- | ----------- | ----------- | ------- |
| 1                                     | 1  | Sebastian Vettel   | Red Bull-Renault     | 1:21.740 | 1:21.095    | 1:19.815    | 1       |
| 2                                     | 3  | Lewis Hamilton     | McLaren-Mercedes     | 1:21.636 | 1:21.105    | 1:19.978    | 2       |
| 3                                     | 4  | Jenson Button      | McLaren-Mercedes     | 1:22.038 | 1:20.578    | 1:20.024    | 3       |
| 4                                     | 6  | Felipe Massa       | Ferrari              | 1:22.130 | 1:21.099    | 1:20.350    | 4       |
| 5                                     | 5  | Fernando Alonso    | Ferrari              | 1:21.578 | 1:20.262    | 1:20.365    | 5       |
| 6                                     | 2  | Mark Webber        | Red Bull-Renault     | 1:22.208 | 1:20.890    | 1:20.474    | 6       |
| 7                                     | 8  | Nico Rosberg       | Mercedes             | 1:22.996 | 1:21.243    | 1:21.098    | 7       |
| 8                                     | 14 | Adrian Sutil       | Force India-Mercedes | 1:22.237 | 1:22.000    | 1:21.445    | 8       |
| 9                                     | 7  | Michael Schumacher | Mercedes             | 1:22.876 | 1:21.852    | 1:21.907    | 9       |
| 10                                    | 17 | Sergio Pérez       | Sauber-Ferrari       | 1:23.067 | 1:22.157    | Sense temps | 10      |
| 11                                    | 15 | Paul di Resta      | Force India-Mercedes | 1:22.976 | 1:22.256    |             | 11      |
| 12                                    | 10 | Vitali Petrov      | Renault              | 1:23.070 | 1:22.284    |             | 12      |
| 13                                    | 16 | Kamui Kobayashi    | Sauber-Ferrari       | 1:23.278 | 1:22.435    |             | 13      |
| 14                                    | 9  | Nick Heidfeld      | Renault              | 1:23.024 | 1:22.470    |             | 14      |
| 15                                    | 11 | Rubens Barrichello | Williams-Cosworth    | 1:23.075 | 1:22.684    |             | 15      |
| 16                                    | 19 | Jaime Alguersuari  | Toro Rosso-Ferrari   | 1:23.285 | 1:22.979    |             | 16      |
| 17                                    | 12 | Pastor Maldonado   | Williams-Cosworth    | 1:23.847 | Sense temps |             | 17      |
| 18                                    | 18 | Sébastien Buemi    | Toro Rosso-Ferrari   | 1:24.070 |             |             | 231     |
| 19                                    | 20 | Heikki Kovalainen  | Lotus-Renault        | 1:24.362 |             |             | 18      |
| 20                                    | 21 | Jarno Trulli       | Lotus-Renault        | 1:24.534 |             |             | 19      |
| 21                                    | 24 | Timo Glock         | Virgin-Cosworth      | 1:26.294 |             |             | 20      |
| 22                                    | 23 | Vitantonio Liuzzi  | HRT-Cosworth         | 1:26.323 |             |             | 21      |
| 23                                    | 22 | Daniel Ricciardo   | HRT-Cosworth         | 1:26.479 |             |             | 22      |
| 24                                    | 25 | Jérôme d'Ambrosio  | Virgin-Cosworth      | 1:26.510 |             |             | 24      |
| Temps per la regla del 107%: 1:27.288 |    |                    |                      |          |             |             |         |

Note:
1. ^  – Sébastien Buemi va ser penalitzat amb 5 posicions a la graella de sortida pel seu incident amb Nick Heidfield al GP d'Alemanya.[1]

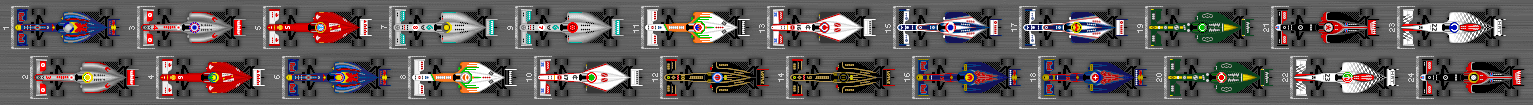
Graella després de la qualificació del GP.

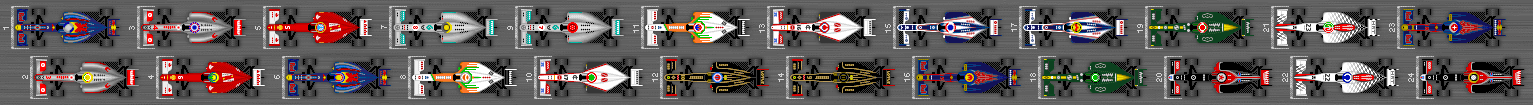
Graella de sortida del GP.

## Cursa
| Pos | No | Pilot              | Constructor          | Voltes | Temps / Retirada | Pos.Sortida | Punts |
| --- | -- | ------------------ | -------------------- | ------ | ---------------- | ----------- | ----- |
| 1   | 4  | Jenson Button      | McLaren-Mercedes     | 70     | 1h 46' 42. 337   | 3           | 25    |
| 2   | 1  | Sebastian Vettel   | Red Bull-Renault     | 70     | + 3.588 s        | 1           | 18    |
| 3   | 5  | Fernando Alonso    | Ferrari              | 70     | + 19.819 s       | 5           | 15    |
| 4   | 3  | Lewis Hamilton     | McLaren-Mercedes     | 70     | + 48.338 s       | 2           | 12    |
| 5   | 2  | Mark Webber        | Red Bull-Renault     | 70     | + 49.742 s       | 6           | 10    |
| 6   | 6  | Felipe Massa       | Ferrari              | 70     | + 1' 23.176 min. | 4           | 8     |
| 7   | 15 | Paul di Resta      | Force India-Mercedes | 69     | + 1 Volta        | 11          | 6     |
| 8   | 18 | Sébastien Buemi    | Toro Rosso-Ferrari   | 69     | + 1 Volta        | 23          | 4     |
| 9   | 8  | Nico Rosberg       | Mercedes             | 69     | + 1 Volta        | 7           | 2     |
| 10  | 19 | Jaime Alguersuari  | Toro Rosso-Ferrari   | 69     | + 1 Volta        | 16          | 1     |
| 11  | 16 | Kamui Kobayashi    | Sauber-Ferrari       | 69     | + 1 Volta        | 13          |       |
| 12  | 10 | Vitali Petrov      | Renault              | 69     | + 1 Volta        | 12          |       |
| 13  | 11 | Rubens Barrichello | Williams-Cosworth    | 68     | + 2 Voltes       | 15          |       |
| 14  | 14 | Adrian Sutil       | Force India-Mercedes | 68     | + 2 Voltes       | 8           |       |
| 15  | 17 | Sergio Pérez       | Sauber-Ferrari       | 68     | + 2 Voltes       | 10          |       |
| 16  | 12 | Pastor Maldonado   | Williams-Cosworth    | 68     | + 2 Voltes       | 17          |       |
| 17  | 24 | Timo Glock         | Virgin-Cosworth      | 66     | + 4 Voltes       | 20          |       |
| 18  | 22 | Daniel Ricciardo   | HRT-Cosworth         | 66     | + 4 Voltes       | 22          |       |
| 19  | 25 | Jérôme d'Ambrosio  | Virgin-Cosworth      | 65     | + 5 Voltes       | 24          |       |
| 20  | 23 | Vitantonio Liuzzi  | HRT-Cosworth         | 65     | + 5 Voltes       | 21          |       |
| Ret | 20 | Heikki Kovalainen  | Lotus-Renault        | 55     | Pèrdua d'aigua   | 18          |       |
| Ret | 7  | Michael Schumacher | Mercedes             | 26     | Caixa de canvi   | 9           |       |
| Ret | 9  | Nick Heidfeld      | Renault              | 23     | Incendi          | 14          |       |
| Ret | 21 | Jarno Trulli       | Lotus-Renault        | 17     | Pèrdua d'aigua   | 19          |       |

## Classificació del mundial després de la cursa
| Pos | Pilot            | Punts |
| --- | ---------------- | ----- |
| 1   | Sebastian Vettel | 234   |
| 2   | Mark Webber      | 149   |
| 3   | Lewis Hamilton   | 146   |
| 4   | Fernando Alonso  | 145   |
| 5   | Jenson Button    | 134   |

| Pos | Constructor      | Punts |
| --- | ---------------- | ----- |
| 1   | Red Bull-Renault | 383   |
| 2   | McLaren-Mercedes | 280   |
| 3   | Ferrari          | 215   |
| 4   | Mercedes         | 80    |
| 5   | Renault          | 66    |

- Nota: Només s'inclouen els 5 primers de cada classificació. Per veure-la completa aneu a Temporada 2011 de Fórmula 1

## Altres
- Pole: Sebastian Vettel 1' 19. 815

- Volta ràpida: Felipe Massa 1' 23. 415 (a la volta 61)